# Hiperurykemia
Hiperurykemia – zwiększone stężenie kwasu moczowego we krwi. Górna granica normy wynosi dla kobiet 360 μmol/l (6 mg/dl), a dla mężczyzn 400 μmol/l (6,8 mg/dl). 
Hiperurykemia może być spowodowana nadmiernym wytwarzaniem kwasu moczowego lub zmniejszonym wydalaniem tej substancji przez nerki albo wysokim poziomem fruktozy w diecie. Organizm człowieka nie ma oksydazy moczanowej (urykazy), która metabolizuje kwas moczowy. Głównym powodem hiperurykemii jest zmniejszone wydalanie moczanów przez nerki. U człowieka występuje ona między innymi w dnie moczanowej, niewydolności nerek, zespole rozpadu guza, zespole Lescha-Nyhana oraz podczas leczenia niektórymi lekami moczopędnymi. 

## Leczenie
- dieta pozbawiona produktów podwyższających stężenie kwasu moczowego
- allopurynol
- febuksostat[1]
- leki urykozuryczne[2]